# Thermoascus
Thermoascus of Stoofzakjeszwam is een geslacht van schimmels behorend tot de familie Trichocomaceae. De wetenschappelijke naam van het geslacht werd voor het eerst in 1907 geldig gepubliceerd door Miehe.

## Soorten
- Thermoascus aegyptiacus
- Thermoascus aurantiacus (Goudgele stoofzakjeszwam)
- Thermoascus crustaceus (Korstige stoofzakjeszwam)
- Thermoascus taitungiacus
- Thermoascus thermophilus